# Autostrada

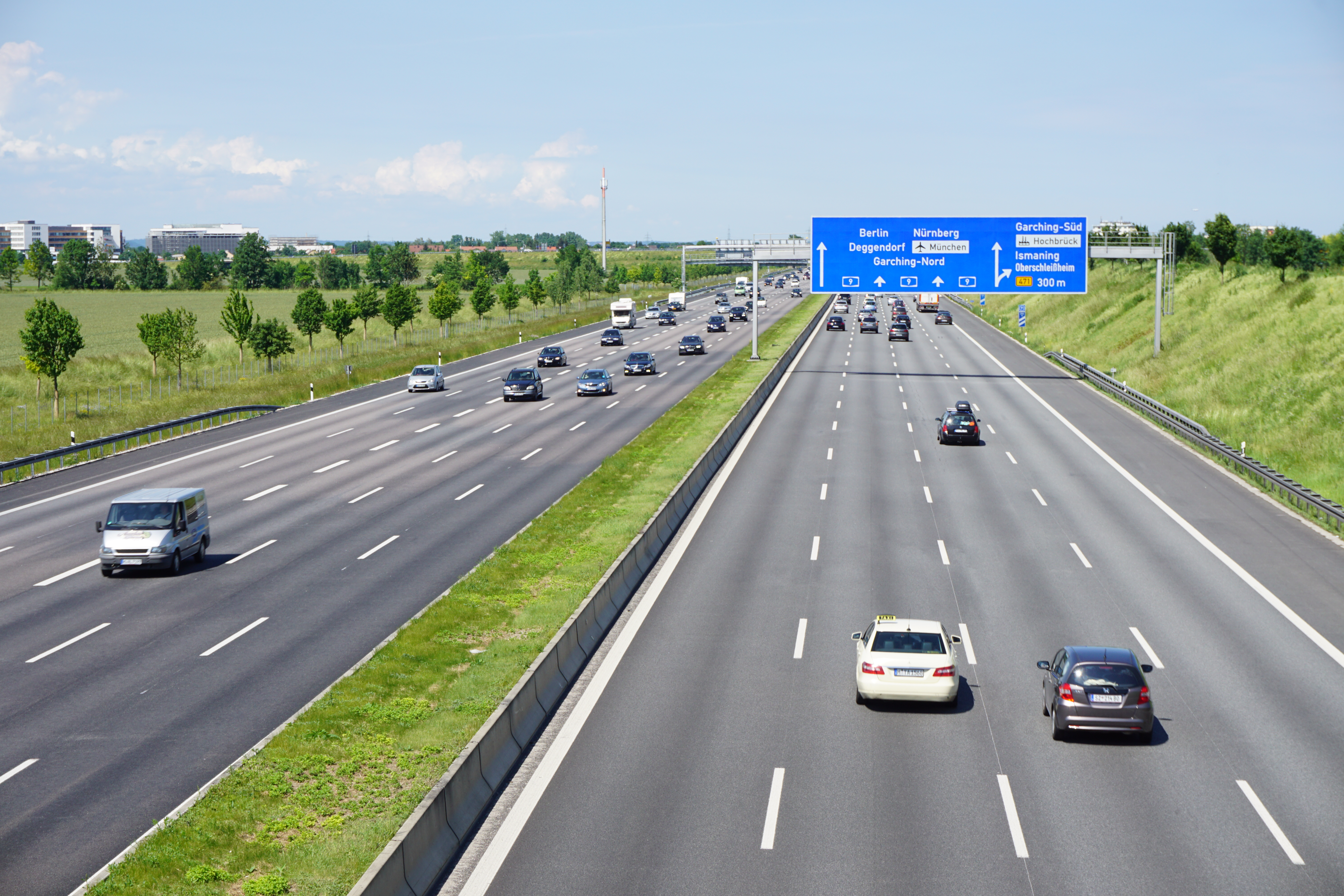
Moderna autostrada tedesca a 4 corsie di marcia più quella di emergenza per carreggiata.

L'autostrada è un tipo di via di comunicazione, progettata per agevolare la circolazione di grandi volumi di traffico veicolare ad alta velocità, in alternativa a una strada della viabilità ordinaria che non garantisce la stessa capacità di transiti e non gestisce gli stessi problemi di sicurezza.

## Storia

### Le prime autostrade al mondo
Molto dibattuta è la questione di quale sia la prima autostrada al mondo, sia per mancanza di una normativa tecnica e concettuale univoca, sia per via di fonti provenienti da varie zone geografiche. Vengono elencate sotto le prime autostrade in ordine cronologico di apertura al traffico, che vengono spesso citate quale prima autostrada al mondo.
- La Long Island Motor Parkway, nello stato di New York. Nel 1906 William Kissam Vanderbilt II fonda la Long Island Motor Parkway Inc, atta a costruire e gestire l'omonima autostrada[1]. Questa strada aveva il doppio scopo di tracciato per gare automobilistiche (fino al 1910) e strada per il traffico privato a pedaggio. Il primo tratto di circa 10 miglia fu inaugurato nel 1908, il che la rende la prima strada aperta al traffico per l'uso esclusivo dell'automobile[2][3]. Nel 1911 l'autostrada fu completata per una lunghezza totale di 45 miglia, dal Queens (New York), al Lago Ronkonkoma. L'autostrada, a causa delle caratteristiche tecniche oramai superate, fu chiusa al traffico nel 1938. Ne rimangono oggi alcuni tratti, utilizzati come strade locali o piste ciclabili. Dal punto di vista tecnico è stata la prima strada a utilizzare cavalcavia e ponti per eliminare le intersezioni con la viabilità ordinaria e includeva inoltre molte soluzioni moderne come l'asfalto in cemento armato, curve paraboliche, guard rail e caselli di entrate e uscita e per il pagamento del pedaggio.
- L'AVUS, progettata nel 1909 e aperta al traffico nel 1921 nella periferia sud di Berlino, per una lunghezza di circa 9 Km, oggi parte dell'autostrada tedesca A 115. Dal 1921 fino al 1998 era anche, con chiusura temporanea del percorso per il traffico, un circuito automobilistico. Fu la prima autostrada costruita a doppia carreggiata di due corsie per senso di marcia secondo gli standard odierni. Le due carreggiate erano raccordate da due tornanti per permetterne l'utilizzo come circuito automobilistico.
- La Bronx River Parkway: nel 1906 viene fondata a New York la Bronx Parkway Commission, per progettare e costruire la prima autostrada pubblica dello stato[4][5]. A causa di difficoltà nei finanziamenti prima e per la prima guerra mondiale dopo, il primo tratto venne aperto al traffico nel 1922, per essere infine completata nel 1925[6]. Costruita con criteri all'avanguardia, fu la prima autostrada a due carreggiate separate da uno spartitraffico centrale costruita negli Stati Uniti ed è tuttora parte della rete autostradale dello Stato di New York.

Mappa storica del percorso originale dell'autostrada A8-A9.

- L'Autostrada dei Laghi: in Italia l'elaborazione del progetto di strade riservate al traffico veloce degli autoveicoli, con il pagamento di un pedaggio per coprire le spese di costruzione e di gestione, fu portata avanti nel 1922 dall'ingegnere italiano Piero Puricelli.[7] Un'idea davvero avveniristica, perché le auto in circolazione a quell'epoca erano poche. Nel 1923 circolavano complessivamente sulle strade italiane 84.687 autoveicoli, di cui 57.000 automobili, 25.000 autocarri e 2.685 autobus. Il 21 settembre 1924 venne inaugurato a Lainate il primo tratto, da Milano a Varese. La nuova strada era a una sola corsia per senso di marcia, più che sufficiente per ospitare il passaggio delle poche decine di auto che vi circolavano ogni giorno. Non c'era un vero e proprio casello, ma il pagamento del pedaggio avveniva nell'area di servizio e sosta, che era obbligatoria.Inaugurazione della Milano-Varese, 21 settembre 1924.

Inaugurazione della Milano-Varese, 21 settembre 1924.

Dal 1924 in avanti, a Lainate cominciarono ad arrivare tecnici da varie nazioni per studiare e copiare questa nuova strada veloce per auto, a pagamento. Era nata qui la prima autostrada italiana a pedaggio, tuttavia la prima definizione normativa risale al 1933 con il 'Regio Decreto n. 1740, che definiva le autostrade come strade riservate ai soli autoveicoli.
Va comunque precisato che le parkways statunitensi, se pur riservate al solo traffico automobilistico, in origine erano principalmente destinate alla guida panoramica e ricreativa e si sono evolute in importanti percorsi urbani e per pendolari successivamente, mentre la Long Island Motor Parkway e l’AVUS erano costruite per il doppio utilizzo di tracciato per gare automobilistiche e per il traffico motorizzato. Di contro l’autostrada dei Laghi, secondo il suo ideatore Piero Puricelli, era concepita per unire due o più destinazioni nella maniera più rapida possibile, secondo il concetto moderno di autostrada. Questo la rende, sebbene non tecnicamente, almeno concettualmente la prima al mondo, come fu certificato nel "V Congresso Mondiale della Strada" tenutosi a Milano nel 1926.

### Gli sviluppi successivi
Dopo una fase iniziale in cui le prime pionieristiche autostrade nascevano per singole iniziative private ed erano scollegate fra loro, si cominciò a pianificare la costruzione delle autostrade sulla base di reti nazionali. Già a partire dal 1924, lo stato di New York, su iniziativa del funzionario statale Robert Moses, pianificò ed iniziò a costruire la propria rete locale di parkways (categoria di autostrade statunitensi, così chiamate perché costruite soprattutto all'interno di parchi e aree verdi). Questo divenne il modello per tutte le singole reti locali negli USA.
In Europa la prima rete autostradale venne pianificata negli anni 1920 in Germania, ma è solo a partire dal 1933, con l'ascesa al potere di Hitler, che se ne intraprese l'effettiva realizzazione. Nel 1930 Piero Puricelli collabora con le autorità tedesche per la definizione della rete autostradale in Germania. Puricelli prevede che le autostrade debbano essere a carreggiate separate (divise da qualche metro perfettamente complanare alle carreggiate in quanto le autostrade devono all'occorrenza funzionare da piste aeroportuali) e con pavimentazione in lastre di cemento. Le autostrade tedesche furono costruite fin dal principio a due carreggiate. Nel 1940, quando la loro costruzione venne sospesa per motivi bellici, la rete contava oltre 3.000 km di autostrade, diventando la prima rete nazionale al mondo.
A partire dal secondo dopoguerra furono definiti i requisiti tecnici delle moderne autostrade (due carreggiate distinte, assenza di incroci a raso spesso presenti nelle autostrade di prima generazione) e si ebbe un grande impulso nella loro costruzione in Europa e Nord America. Gli USA pianificarono ed iniziarono la costruzione della loro rete nazionale (Interstate Highway System) nel 1956 grazie a Dwight D. Eisenhower. In Italia si cominciò a costruire una vera e propria rete autostradale secondo i canoni moderni nel 1955 grazie alla legge Romita.
In maniera simile numerosi paesi europei intrapresero la costruzione delle proprie reti e su impulso della “Dichiarazione sulla costruzione delle grandi strade di traffico internazionale” (Ginevra, 1950) si intraprese la costruzione di autostrade transfrontaliere (uno dei primi esempi fu l'Autobrennero) fino a creare una vera e propria rete europea.

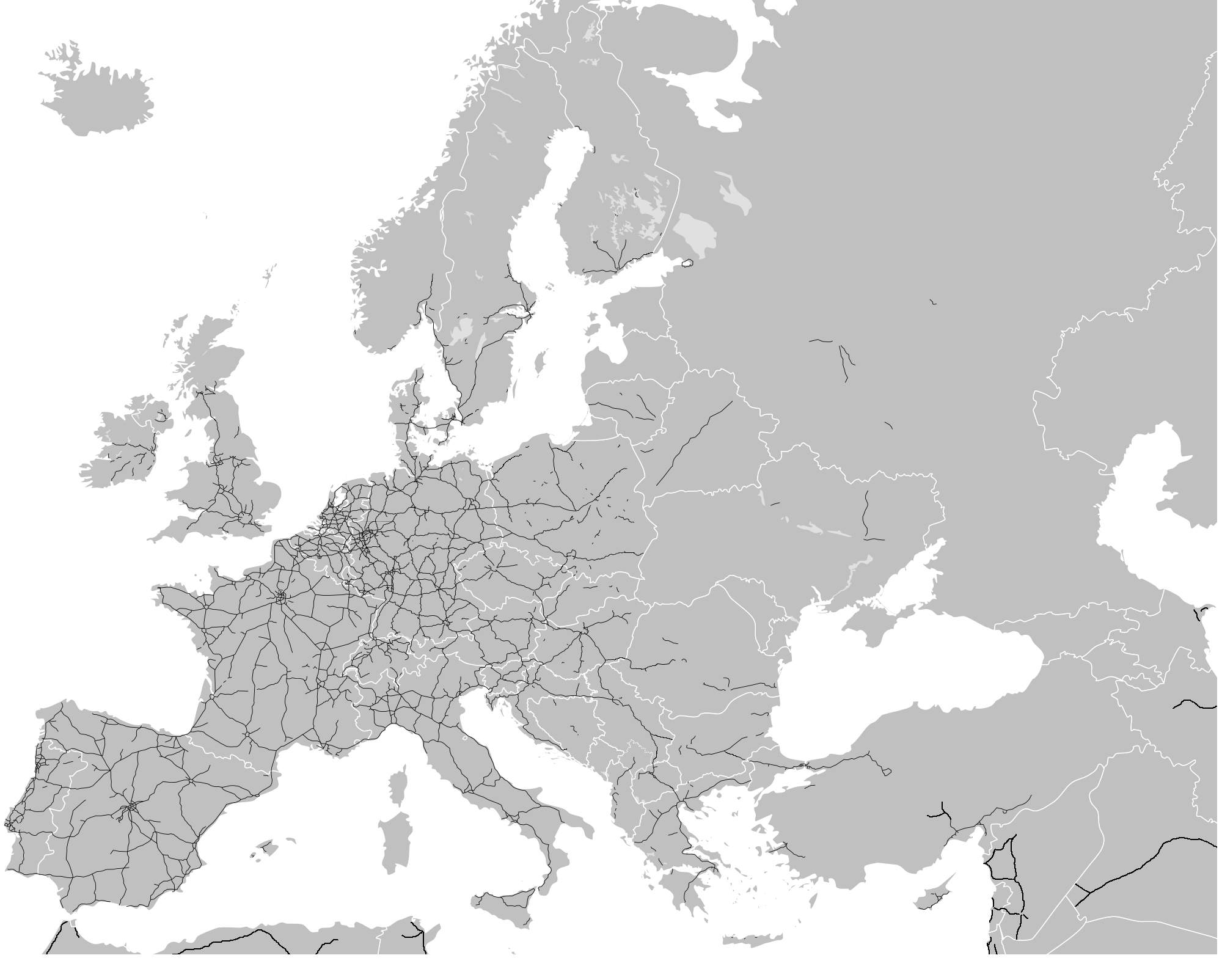
La rete autostradale in Europa.

## Etimologia
Il termine autostrada venne utilizzato per la prima volta in un documento ufficiale del 1922 in cui l'ingegnere Piero Puricelli presentava il progetto dell'Autostrada dei Laghi; con quel termine indicava quelle strade caratterizzate da un percorso rettilineo (per quanto possibile), senza ostacoli, caratterizzate da un'alta velocità raggiungibile, percorribili dalle sole vetture (da qui il nome) finalizzate al trasporto rapido di merci e uomini.
Il termine usato nella lingua italiana influì anche, per la definizione dello specifico tipo di infrastruttura, su altre lingue europee, sia con il mantenimento dello stesso termine invariato (ad esempio in Polonia, Romania, Albania e nelle Fiandre), sia con l'uso di traduzioni pressoché letterali dei due distinti termini «auto» e «strada» (motorway, autobahn, autoroute, autopista, autoestrada, autosnelweg, autocesta, avtocesta, autoput, otoyol, ecc.).
Anche in svedese per molto tempo non ci fu nessun termine che fosse specifico per le autostrade. Per questo motivo venne usata la dizione italiana (tuttora in uso nella zona meridionale della Svezia), sostituito solo in un secondo tempo dal termine motorväg.

## Classificazione normativa
La Convenzione di Vienna sul traffico stradale del 1968 (ratificata dalla maggioranza degli Stati mondiali e tuttora in vigore) ha così definito l'autostrada:
I) salvo punti particolari o a titolo temporaneo, comporta, per i due sensi di circolazione, le carreggiate distinte separate l'una dall'altra da uno spartitraffico non destinato alla circolazione o, eccezionalmente, con altri mezzi;
II) non incrocia a livello né strade, né linee ferroviarie o tranviarie, né attraversamenti pedonali;
III) è segnalata in modo particolare come autostrada.»
(Cap. 1, art. 1, comma h "Convenzione internazionale sulla segnaletica stradale di Vienna del 1968")
Secondo il Codice della Strada italiano, l'autostrada deve essere a carreggiate separate (o comunque separate da spartitraffico), con almeno due corsie per senso di marcia, e incroci a livelli sfalsati. Per accedere e uscire dalle autostrade, pertanto, bisogna servirsi di opportuni raccordi e svincoli (corsia di accelerazione e corsia di decelerazione).

## Caratteristiche standard

### Italia
Affinché una strada sia classificata come autostrada, devono essere soddisfatte diverse condizioni geometriche e costruttive (in Italia, ad esempio, non sono costanti: esistono norme tecnico-legali diverse per le autostrade costruite in ambito urbano o extraurbano).
Attualmente il Codice della strada italiano così definisce l'autostrada:
(Art. 2 Codice della Strada)
Queste caratteristiche possono però non essere rispettate in virtù delle deroghe previste dal Codice della Strada italiano stesso:
(Art. 13, comma 2 Codice della Strada)
(Art. 3 "Norme funzionali per la costruzione delle strade previsto dal Codice della Strada")

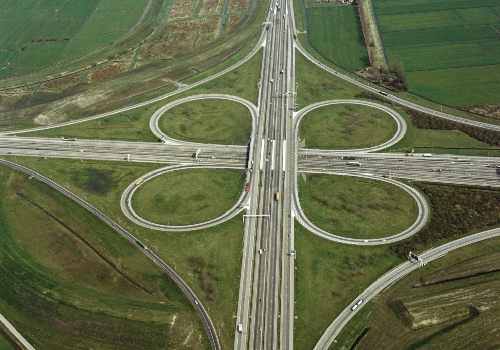
Svincolo autostradale a quadrifoglio.

In ogni caso alcuni standard sono applicati in tutte le autostrade di nuova costruzione. ad esempio gli svincoli devono essere accessibili da rampe (corsia di accelerazione e decelerazione) scostate dal flusso principale di traffico, le carreggiate separate da spartitraffico continuo. Possono esserci semafori destinati solo alle emergenze, mentre i telefoni di emergenza (colonnine SOS) devono essere posizionati con una certa frequenza nelle piazzole per la sosta d'emergenza. Inizio e fine di un'autostrada devono essere segnalati con appositi cartelli. Possono avere accessi e uscite controllate da caselli per il pagamento del pedaggio, se previsto.
Lungo le autostrade sono presenti aree di servizio (negli Stati Uniti non sono generalmente presenti lungo le autostrade), dov’è possibile rifornirsi di carburante e usufruire di alcuni servizi come bar, edicola e spesso ristorante. I nodi e gli svincoli possono avere vari gradi di complessità. Lo svincolo basilare a quadrifoglio è costituito da un sovrappasso con quattro lobi, due per ogni lato dell'autostrada per le entrate e le uscite.
La corsia di emergenza non è destinata al traffico (anzi è espressamente vietata dal codice della strada), poiché è riservata alle fermate per guasti, ai soccorsi e agli interventi d'emergenza. In alcuni tratti autostradali la corsia d'emergenza può essere usata in alcuni casi regolati dalle norme della corsia dinamica. Le barriere spartitraffico antiscavalcamento, i catarifrangenti e le sempre più diffuse strisce sonore sono altre caratteristiche non esclusive delle autostrade.

## Restrizioni al transito

Segnale stradale posto negli accessi delle autostrade irlandesi dove vengono elencate le categorie non ammesse alla circolazione autostradale.

Le autostrade sono riservate alla circolazione dei soli veicoli a motore. Per ragioni di scorrevolezza del traffico sono altresì esclusi dalla circolazione altri tipi di veicoli a motore. Ad esempio in Italia sono esclusi i motocicli con cilindrata inferiore a 150 cm³ (ammessi negli altri Paesi dell'Unione Europea), le motocarrozzette (sidecar) con cilindrata inferiore a 250 cm³, i motoveicoli di massa a vuoto fino a 400 kg o di massa complessiva fino a 1300 kg, macchine agricole, macchine operatrici e le autovetture che non sono in grado, per costruzione, di sviluppare la velocità di almeno 80 km/h.

### In Italia
Nelle autostrade in Italia è vietato il transito alle seguenti categorie di utenti della strada:
- Pedoni[21];
- Veicoli a braccio, velocipedi, veicoli a trazione animale e animali da soma;
- macchine agricole e macchine operatrici,
- ciclomotori e quadricicli leggeri, nonché motocicli con cilindrata inferiore a 150 cc (questo limite si abbassa a 120 cc quando il veicolo è guidato da un conducente maggiorenne) e motocarrozzette con cilindrata inferiore a 250 cc;
- motoveicoli diversi da quelli precedentemente citati aventi massa a vuoto fino a 400 kg o massa complessiva fino a 1300 kg con l'eccezione dei tricicli destinati al trasporto di persone con al massimo un posto oltre al conducente aventi cilindrata di almeno 250 cc e con potenza di almeno 15 kW;
- veicoli a tenuta non stagna, e veicoli trainanti altri veicoli che non siano considerati rimorchi;
- veicoli eccezionali, salvo autorizzazione concessa dagli enti disponibili sul portale TEOnline di Autostrade per l'Italia[22].

### Altri stati europei
Per quanto riguarda gli altri paesi, il transito di veicoli ha limiti differenti, meno restringenti:
| Stato       | Soglia minima d'accesso                                                          |
| ----------- | -------------------------------------------------------------------------------- |
| Germania    | Velocità minima del veicolo 60 km/h                                              |
| Regno Unito | cilindrata superiore ai 50 cc                                                    |
| Spagna      | Velocità minima del veicolo 60 km/h                                              |
| Francia     | n.d.                                                                             |
| Grecia      | Velocità minima del veicolo >50 km/h                                             |
| Belgio      | Velocità minima del veicolo 60 km/h                                              |
| Paesi Bassi | cilindrata superiore ai 50 cc                                                    |
| Austria     | Velocità minima del veicolo 60 km/h                                              |
| Svezia      | Velocità minima del veicolo 40 km/h (tuttavia, vietato l'accesso ai ciclomotori) |
| Polonia     | Velocità minima del veicolo >40 km/h                                             |

## Limiti di velocità

### Limiti massimi di velocità

I limiti di velocità (in km/h) validi per le autovetture sulle autostrade in Europa. I Paesi colorati in verde hanno la segnaletica verde, quelli colorati in blu hanno la segnaletica blu. La velocità massima consentita può essere localmente differente da quella indicata.

I limiti di velocità sono generalmente più alti rispetto alla viabilità ordinaria. 

#### In Italia
In Italia il limite di velocità massimo per motoveicoli ed autoveicoli di massa fino a 3,5 t è fissato a 130 km/h se non diversamente segnalato, come sulle autostrade a tre corsie, con particolari tracciati lineari e con basse statistiche di incidentalità, che potrebbero avere il limite innalzato a 150 km/h. I neopatentati in Italia devono rispettare per tre anni dal conseguimento della patente il limite di 100 km/h. In caso di pioggia il limite massimo di velocità – anche in presenza di asfalto drenante – scende a 100 km/h. Nel caso in cui le automobili trainino un rimorchio leggero o anche un caravan, il limite di velocità a loro imposto nelle autostrade è di 80 km/h.. 
Anche altri veicoli come autotreni, autocarri con massa a pieno carico superiore a 3,5 t e autobus devono rispettare limiti inferiori rispetto a quelli previsti per le autovetture e le moto. La corsia a destra del tracciato stradale (corsia di marcia) è destinata al normale flusso di traffico, mentre quelle più a sinistra (corsie di sorpasso) sono destinate al sorpasso dei veicoli più lenti. Tra il 1973 e il 1974 venne imposto un limite di velocità di 120 km/h, oltre che a un divieto di circolare la domenica su tutte le strade, per far fronte alla crisi petrolifera.
Fino al 23 luglio del 1988 il limite di velocità sulle autostrade italiane era differenziato in base alla cilindrata:
- 90 km/h per gli autoveicoli con cilindrata inferiore ai 599 cm³
- 110 km/h per gli autoveicoli con cilindrata compresa tra i 600 cm³ e i 900 cm³
- 130 km/h per gli autoveicoli con cilindrata compresa tra i 901 cm³ e i 1300 cm³
- 140 km/h per gli autoveicoli con cilindrata superiore ai 1300 cm³

Successivamente, dal 24 luglio del 1988, il limite di velocità sulle autostrade italiane venne abbassato, dal ministro Enrico Ferri, a 110 km/h per gli autoveicoli con cilindrata superiore ai 600 cm³ mentre rimase fissato a 90 km/h per gli autoveicoli con cilindrata inferiore ai 599 cm³. L'anno dopo, con la caduta del governo, la velocità massima per le autostrade fu portata a 130 km/h per gli autoveicoli con cilindrata superiore ai 1100 cm³ e a 110 km/h per gli autoveicoli con cilindrata inferiore ai 1100 cm³.

#### In Europa
Nella maggior parte degli stati europei vige un limite generale di velocità di 120 o 130 km/h, ma esistono stati che prevedono limiti sia più bassi che più alti. Ad esempio in Svezia vige un limite di velocità di 110 km/h mentre la Polonia ha invece recentemente alzato il limite da 130 km/h a 140 km/h, una modifica esattamente contraria a quanto successo in Italia alla fine degli anni ottanta. La stessa cosa è avvenuta in Bulgaria (da 130 a 140 per le autovetture ma con un limite più restrittivo di 100 km/h per i motocicli) e nei Paesi Bassi (da 120 a 130).
In Germania non vi è alcun limite di velocità autostradale, tranne dove segnalato, per quanto è ufficialmente consigliato di non superare i 130 km/h.

### Limiti minimi di velocità
In alcuni paesi, oltre ai limiti massimi, esistono anche dei limiti minimi di velocità.

#### In Italia
In alcune autostrade italiane, come dimostrano i ripetuti cartelli installati in esse, esistono però anche delle velocità minime obbligatorie (non si può andare più lentamente); si tratta delle autostrade a tre e a quattro corsie per senso di marcia (le corsie si contano da destra, per cui la prima corsia è quella di destra e non quella di sinistra, la seconda corsia è quella che sta subito a sinistra della prima corsia e via dicendo):
- prima corsia: nessun limite minimo;
- seconda corsia: velocità minima 60 km/h (50 km/h in alcuni tratti);
- terza corsia (se presente): velocità minima 90 km/h (70 km/h in alcuni tratti), divieto di transito per i veicoli trainanti rimorchio (anche automobili), divieto di transito per i veicoli destinati al trasporto di cose con massa a pieno carico superiore alle 5 (cinque) tonnellate, divieto di transito per tutti i veicoli più lunghi di 7 (sette) metri;
- quarta corsia (se presente): velocità minima 110 km/h, per il resto è come la terza corsia.

Ovviamente non è più obbligatorio rispettare tali limiti minimi di velocità quando ci si trova nell'impossibilità fisica di poterli rispettare.
L'obbligo di occupare la corsia libera più a destra (tranne negli svincoli a più corsie e in caso di strade con corsie dinamiche) resta valido in ogni tipo di strada, anche nelle autostrade a tre e quattro corsie, non è consentito il sorpasso a destra ma bensì è consentito il superamento/scorrimento a destra dei veicoli intenzionati a non rispettare l'obbligo della corsia più a destra libera.
Compiuto il sorpasso sulle corsie di sinistra vi si ha l'obbligo di rientrare nella corsia più a destra della carreggiata, a prescindere da qualsiasi fattore.

## Pagamento

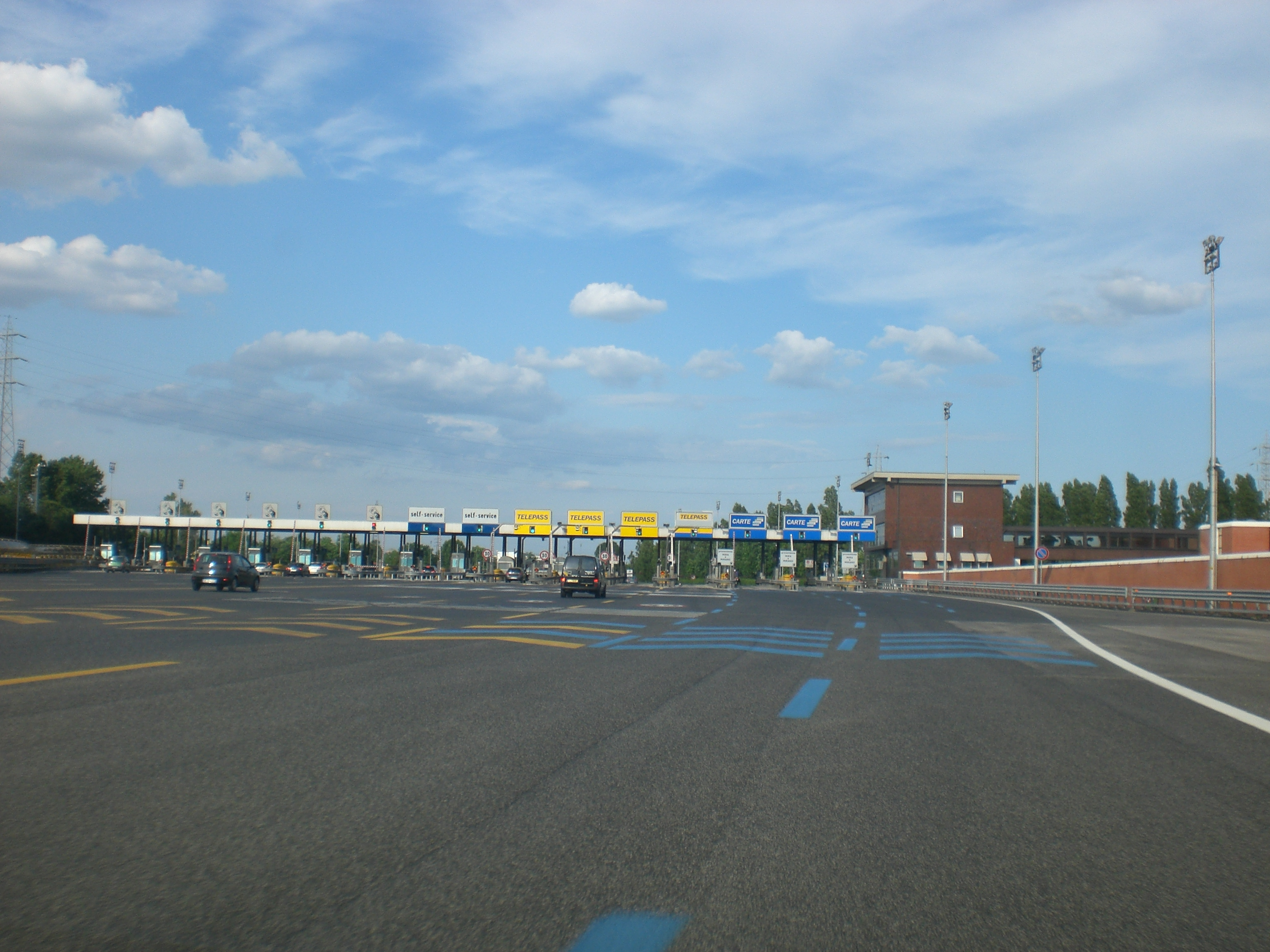
La barriera italiana di Venezia Mestre.

L'uso delle autostrade può essere soggetto al pagamento di un pedaggio, che può essere esatto in diversi modi: per mezzo di barriere (definite stazioni dal Codice della Strada italiano) il cui pagamento può avvenire in contanti, attraverso carte di credito, bancomat, tessere a scalare o elettronicamente, attraverso apparati di telepedaggio o tramite vignette (cioè adesivi) prepagate da apporre sul parabrezza del veicolo. In alcuni paesi le autostrade possono essere o soggette a pedaggio o gratuite.
In Europa, i paesi che utilizzano il sistema della vignetta sono:
- Austria
- Bulgaria
- Repubblica Ceca
- Lituania
- Moldavia (solo per autoveicoli immatricolati all'estero e in Transnistria)
- Montenegro
- Romania
- Slovacchia
- Slovenia
- Svizzera (alcune tratte sono esentate dall'obbligo della vignetta)
- Ungheria (registrazione elettronica, senza tagliando da esporre)

## Segnaletica
Il colore della segnaletica stradale utilizzata lungo le autostrade (sia dei segnali di indicazione sia ad esempio dei pannelli delle progressive chilometriche) varia nei vari stati del mondo. In alcuni casi il colore della segnaletica si differenzia da quello della viabilità ordinaria (come ad esempio in Italia, dove la segnaletica autostradale è verde e quella delle strade extraurbane è blu, o in Francia, dove avviene l'opposto) mentre in altri casi è uguale a quello della restante viabilità (come negli Stati Uniti d'America, dove la segnaletica di indicazione ha sfondo verde); in ogni caso la Convenzione di Vienna sulla segnaletica stradale prevede esplicitamente che la segnaletica di direzione e preavviso per le autostrade rechi scritte e simboli bianchi su fondo blu oppure verde.
La Convenzione prevede anche che l'inizio delle autostrade sia indicato da un segnale avente fondo blu oppure verde e recante un simbolo di colore bianco composto di due carreggiate con un cavalcavia; è previsto anche un segnale di fine autostrada, identico a quello d'inizio ma riportante una sbarra obliqua rossa. Si tenga presente che gli stati non aderenti alla Convenzione di Vienna possono prevedere dei simboli diversi o non fare una netta distinzione tra le autostrade e la viabilità ordinaria

### Paesi con la segnaletica autostradale blu
- Algeria
- Argentina
- Austria
- Belgio[42]
- Bielorussia
- Bolivia
- Cile
- Emirati Arabi Uniti
- Germania
- Francia
- India
- Giappone
- Iran
- Irlanda
- Israele
- Lussemburgo
- Norvegia
- Marocco
- Paesi Bassi
- Pakistan
- Polonia
- Portogallo
- Regno Unito
- Spagna
- Sudafrica
- Thailandia
- Tunisia
- Ungheria

### Paesi con la segnaletica autostradale verde
- Albania
- Australia
- Azerbaigian
- Belgio[42]
- Bosnia ed Erzegovina
- Brasile
- Bulgaria
- Canada
- Cina
- Corea del Sud
- Croazia
- Danimarca
- Finlandia
- Giappone
- Grecia
- Italia
- Lituania
- Macedonia del Nord
- Malaysia
- Messico
- Nuova Zelanda
- Repubblica Ceca
- Romania
- Russia
- Svezia
- Svizzera
- Serbia
- Slovacchia
- Slovenia

Québec
Stati Uniti d'America
Messico
Brasile
Corea del Sud
Australia
Canada
Cina
Israele
Nuova Zelanda
Thailandia
Giappone
Stati della Comunità di sviluppo dell'Africa meridionale (autostrada a doppia carreggiata)
Stati della Comunità di sviluppo dell'Africa meridionale (autostrada a carreggiata unica)

- Taiwan
- Turchia
- Ucraina
- Venezuela

### Pittogramma nei paesi

Argentina
Austria
Spagna, Bolivia
Cile
Repubblica Ceca
Danimarca
Finlandia
Francia
Germania
Irlanda
Italia
Norvegia
Paesi Bassi
Polonia
Portogallo
Romania
Russia e alcune ex-repubbliche sovietiche
Slovacchia
Slovenia
Svizzera e Liechtenstein[43]
Svezia
Ungheria
Regno Unito

- Québec
- Stati Uniti
- Messico
- Brasile
- Corea del Sud
- Australia
- Canada
- Cina
- Israele
- Nuova Zelanda
- Thailandia
- Giappone
- Stati della Comunità di sviluppo dell'Africa meridionale (autostrada a doppia carreggiata)
- Stati della Comunità di sviluppo dell'Africa meridionale (autostrada a carreggiata unica)

## Caratteristiche di costruzione

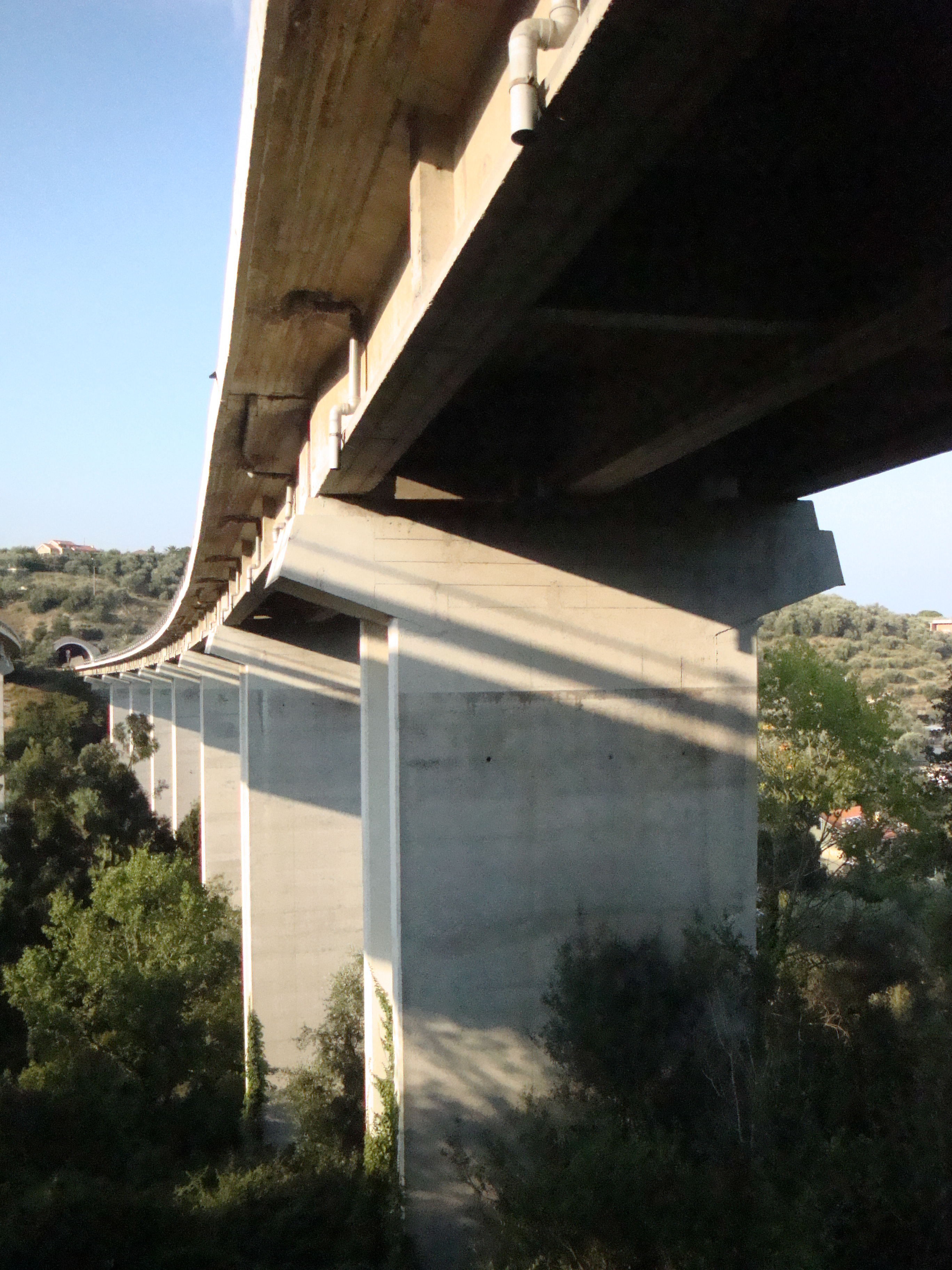
Un viadotto autostradale.

Al fine di ridurre le variazioni altimetriche, e quindi le pendenze, nelle zone montuose le autostrade si sviluppano in gran parte su viadotti o all'interno di gallerie.
Nel loro tracciato planimetrico i tratti rettilinei (rettifili) sono raccordati da tratti in curva secondo raggi costanti (curva circolare) o variabili (clotoide).
Il tracciato altimetrico si sviluppa con tratti a pendenza costante (livellette) e tratti curvi che possono essere concavi o convessi: da un tratto in salita a un tratto in discesa si passa per un raccordo verticale convesso, mentre da un tratto in discesa a un tratto in salita si passa attraverso un raccordo concavo.
Nella progettazione è necessario tener conto del coordinamento fra il tracciato planimetrico e il tracciato altimetrico, senza trascurare l'andamento dei cigli (andamento altimetrico dei bordi della strada), che riveste particolare importanza per la tenuta della strada e per il deflusso delle acque meteoriche.
La pavimentazione stradale è generalmente di asfalto scuro, che nei casi più evoluti è un manto drenante per contrastare il fenomeno dell'aquaplaning, linee bianche tratteggiate segnano l'ampiezza delle corsie di marcia, di sorpasso e delle piazzole d'emergenza, mentre una linea continua bianca delimita la corsia d'emergenza e la banchina interna.

## Norme per l'utilizzo
A causa dell'elevato volume di traffico presente in condizioni normali sulle autostrade, esistono alcune norme che devono essere rispettate da chi percorre tali vie di comunicazione.
L'inosservanza dei divieti, dei limiti di velocità e della distanza di sicurezza, oltre a mettere a repentaglio la sicurezza degli utilizzatori, se rilevata dagli organi preposti alla vigilanza, costa sanzioni piuttosto ingenti e la perdita di un certo numero di punti della patente (nei Paesi dove è in vigore la patente a punti).
Eccettuate determinate circostanze, e ad eccezione delle freeways del Nord America, non è consentito superare sulla corsia alla destra del veicolo da sorpassare (per maggiore chiarezza occorrerebbe distinguere i comportamenti ammessi nei paesi con guida a destra e i paesi con guida a sinistra).

### Principali divieti italiani
In autostrada è vietato:
1. invertire la direzione di marcia, anche in prossimità dei caselli e in corrispondenza di eventuali passaggi di servizio al centro della carreggiata (bisogna utilizzare gli svincoli)
2. fare retromarcia (se si era distratti e si è superato uno svincolo è obbligatorio proseguire fino a quello successivo)
3. invertire la marcia attraversando lo spartitraffico nei punti in cui esso è interrotto
4. immettersi o uscire dall'autostrada senza utilizzare le apposite corsie di accelerazione e decelerazione
5. sorpassare a destra[44]
6. occupare inutilmente le corsie centrali e di sorpasso (salvo diversa segnalazione dovuta a lavori in corso o incidente, si deve percorrere la corsia libera più a destra )
7. cambiare corsia senza avvisare con opportuno anticipo e senza rispettare la precedenza di chi già occupa la corsia che stiamo per impegnare
8. circolare nell'apposita corsia d'emergenza (salvo diversa segnalazione "dovuta alla presenza di lavori in corso o di un incidente che occupa le corsie a sinistra lasciando libere solo la corsia d'emergenza e spesso quella immediatamente a sinistra di quella di emergenza")
9. sostare nelle aree di servizio per un periodo superiore a 24 ore e nelle corsie d'emergenza per un periodo superiore alle 3 ore o comunque al tempo necessario per la risoluzione del problema
10. rimorchiare un altro veicolo
11. fare l'autostop e concedere passaggi, anche presso le aree di servizio
12. gettare oggetti da viadotti e/o cavalcavia
13. circolare con veicoli non ammessi al transito.

Inoltre, data la velocità più elevata, diventa estremamente importante rispettare la prescrizione di marciare a una adeguata distanza di sicurezza dal veicolo che precede. 

## Nomenclatura

Simbolo dell'autobahn tedesca 555.

Simbolo dell'autostrada italiana A1, asse principale nord-sud del paese e autostrada più lunga del Paese.

Generalmente alle autostrade è assegnato un numero (composto da una, due o tre cifre), preceduto da una lettera (in Germania e in Svizzera invece è presente solo il numero) entrambi racchiusi in una figura geometrica (ad esempio in Italia un ottagono, in Francia un rettangolo).
La lettera rappresenta la prima lettera della parola autostrada nella lingua nazionale (ad esempio A (autostrada) in Italia, M (motorway) nel Regno Unito). La numerazione può seguire criteri geografici (ad esempio in Francia le autostrade dall'A1 all'A20 costituiscono le autostrade principali, mentre quelle che hanno come prima cifra il 3 sono situate nel nord-est della Francia) o progressivi (in base all'apertura, le nuove autostrade prendono la prima numerazione disponibile). Esistono inoltre enti preposti per la numerazione delle autostrade (come l'AASHTO, the American Association of State Highway and Transportation Officials negli USA).
In alcuni paesi, come la Svezia, la Norvegia, la Finlandia e la Danimarca, alle autostrade è assegnata la numerazione delle strade europee. Pertanto, in questi paesi alcune strade con la stessa numerazione possono essere per alcuni tratti autostrade, per altri strade ordinarie.

## Problemi, uso urbano e progetti di espansione
A causa del grande impatto che queste causano, la costruzione di nuove autostrade può essere osteggiata dalle popolazioni residenti o perché supportata da validi motivi (ad esempio: serio rischio di inquinamento, distruzione di aree pregiate dal punto di vista paesaggistico) o perché affetti dal cosiddetto fenomeno NIMBY.
L'Unione europea ha finanziato nel passato molti progetti autostradali, facenti parte delle Reti di trasporto trans-europee, e sono in previsione piani di investimento del valore di milioni di euro per i prossimi 10 anni.
Nel 1956 gli Stati Uniti d'America attraverso il Federal-Aid Highway Act progettarono e svilupparono la rete autostradale di base. La costruzione doveva durare 12 anni, ma l'ultimo cantiere fu chiuso nel 1991.